# Casinaria ashimae
Casinaria ashimae là một loài tò vò trong họ Ichneumonidae.